# Venta

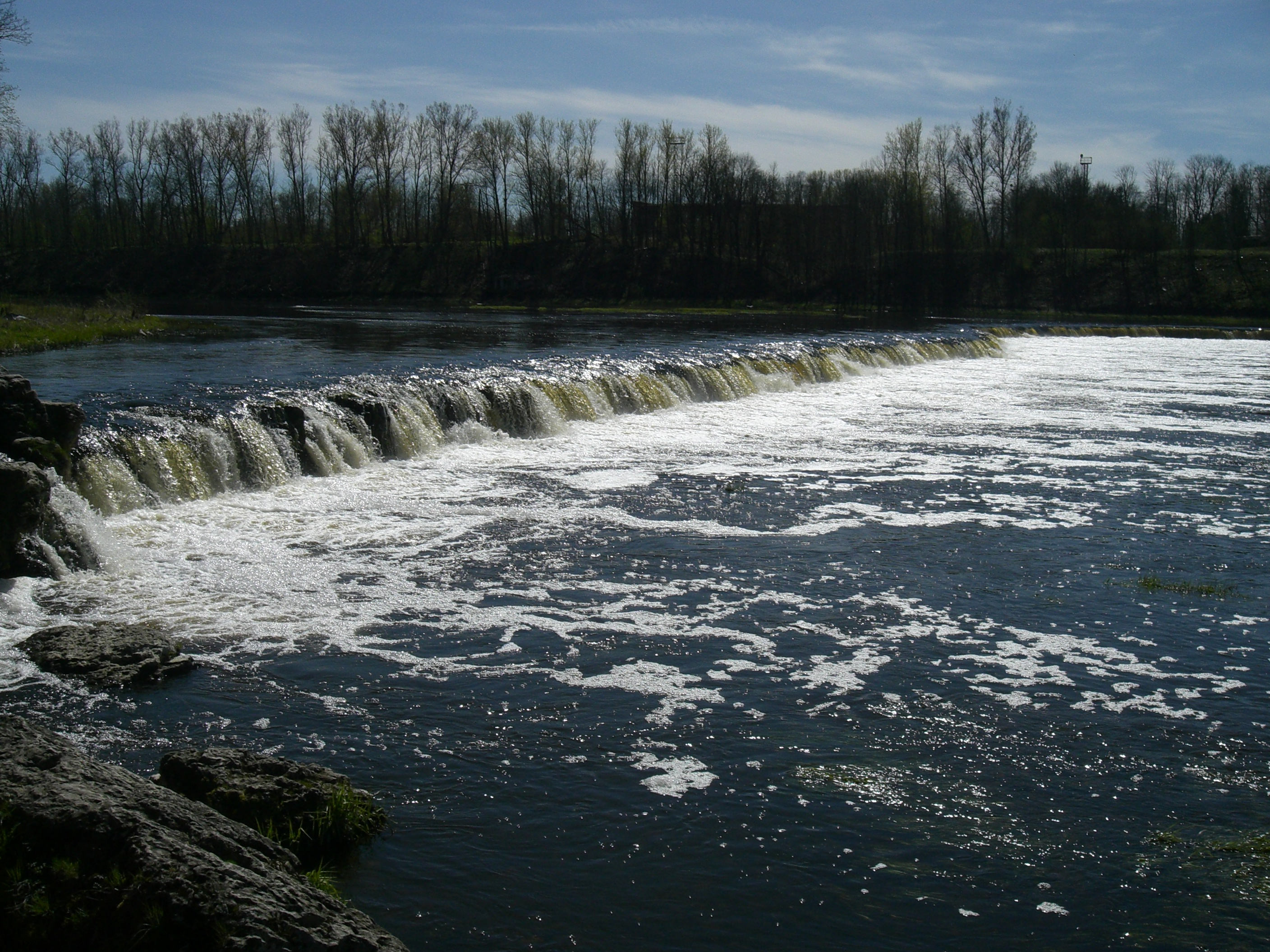
Cascada Venta de la Kuldīga

Venta (germană Windau, poloneză Windawa) este un fluviu în nord-vestul Lituaniei și vestul Letoniei. 
El izvorăște lângă orașul Kuršėnai din județul lituanian Šiauliai și se varsă în Marea Baltică la Ventspils, în Letonia. Din lungimea totală de 346 km
, 178 sunt pe teritoriul Letoniei. 
Pe cursul său inferior, la Kuldīga, se află cascada Venta (Ventas Rumba), cu o lățime de 249 m (dar o înălțime de doar 1,8 - 2,2 m), ea fiind cea mai lată cascadă din Europa.
Orașele mai mari traversate de Venta sunt Mažeikiai  în Lituania și Kuldīga și Ventspils în Letonia. 
Între afluenții săi se numără Abava (singurul cu lungimea de peste 100 km), Virvyčia, Varduva, Viešetė, Vadakstis și Ciecere.